# Tuffi ai XVIII Giochi asiatici - Trampolino 3 metri femminile
La competizione dei tuffi dal trampolino 3 metri femminile dei XVIII Giochi asiatici si è disputata il 1º settembre 2018 presso il Gelora Bung Karno Aquatic Stadium, a Gelora, Giacarta Centrale, in Indonesia.  La gara si è svolta in due turni (preliminare e finale), in ognuno dei quali l'atleta ha eseguito una serie di cinque tuffi.

## Programma
| Data              | Ora (UTC+7) | Turno       |
| ----------------- | ----------- | ----------- |
| 1º settembre 2018 | 11:55       | Preliminari |
| 1º settembre 2018 | 19:15       | Finale      |

## Risultati

### Preliminare
| Class | Atleta                     | Nazione       | Tuffi | Tuffi | Tuffi | Tuffi | Tuffi | Totale |
| Class | Atleta                     | Nazione       | 1     | 2     | 3     | 4     | 5     | Totale |
| ----- | -------------------------- | ------------- | ----- | ----- | ----- | ----- | ----- | ------ |
| 1     | Shi Tingmao                | Cina          | 75.00 | 79.50 | 81.00 | 74.40 | 75.00 | 384.90 |
| 2     | Wang Han                   | Cina          | 75.00 | 73.50 | 72.00 | 75.95 | 76.50 | 372.95 |
| 3     | Sayaka Mikami              | Giappone      | 57.00 | 65.10 | 64.50 | 58.50 | 67.50 | 312.60 |
| 4     | Nur Dhabitah Sabri         | Malaysia      | 67.50 | 66.65 | 40.50 | 67.50 | 61.50 | 303.65 |
| 5     | Kim Na-mi                  | Corea del Sud | 55.35 | 60.20 | 51.80 | 57.40 | 63.00 | 287.75 |
| 6     | Hazuki Miyamoto            | Giappone      | 54.00 | 54.00 | 54.00 | 63.00 | 55.50 | 280.50 |
| 7     | Ng Yan Yee                 | Malaysia      | 60.00 | 65.10 | 52.50 | 31.50 | 67.50 | 276.60 |
| 8     | Kim Su-ji                  | Corea del Sud | 59.40 | 35.00 | 58.80 | 53.20 | 60.00 | 266.40 |
| 9     | Chan Lam                   | Hong Kong     | 40.80 | 35.70 | 43.20 | 43.20 | 47.60 | 203.90 |
| 10    | Linadini Yasmin            | Indonesia     | 54.00 | 46.80 | 25.20 | 36.40 | 40.80 | 203.20 |
| 11    | Maria Natalie Dinda Anasti | Indonesia     | 44.40 | 37.80 | 36.00 | 34.50 | 31.50 | 184.20 |
| 12    | Choi Sut Kuan              | Macao         | 45.60 | 47.25 | 32.20 | 0.00  | 39.60 | 164.65 |

### Finale
| Class   | Atleta                     | Nazione       | Tuffi | Tuffi | Tuffi | Tuffi | Tuffi | Totale |
| Class   | Atleta                     | Nazione       | 1     | 2     | 3     | 4     | 5     | Totale |
| ------- | -------------------------- | ------------- | ----- | ----- | ----- | ----- | ----- | ------ |
| Oro     | Shi Tingmao                | Cina          | 76.50 | 81.00 | 81.00 | 74.40 | 76.50 | 389.40 |
| Argento | Wang Han                   | Cina          | 76.50 | 76.50 | 78.00 | 74.40 | 78.00 | 383.40 |
| Bronzo  | Nur Dhabitah Sabri         | Malaysia      | 67.50 | 69.75 | 64.50 | 67.50 | 61.50 | 330.75 |
| 4       | Sayaka Mikami              | Giappone      | 63.00 | 65.10 | 63.00 | 66.00 | 64.50 | 321.60 |
| 5       | Ng Yan Yee                 | Malaysia      | 64.50 | 55.80 | 58.50 | 63.00 | 63.00 | 304.80 |
| 6       | Hazuki Miyamoto            | Giappone      | 61.50 | 52.80 | 60.00 | 63.00 | 58.50 | 295.80 |
| 7       | Kim Na-mi                  | Corea del Sud | 59.40 | 56.00 | 54.60 | 58.80 | 63.00 | 291.80 |
| 8       | Kim Su-ji                  | Corea del Sud | 56.70 | 50.40 | 53.20 | 57.40 | 55.50 | 273.20 |
| 9       | Choi Sut Kuan              | Macao         | 46.80 | 44.55 | 49.00 | 32.20 | 37.20 | 209.75 |
| 10      | Linadini Yasmin            | Indonesia     | 52.65 | 44.40 | 33.60 | 42.00 | 32.40 | 205.05 |
| 11      | Maria Natalie Dinda Anasti | Indonesia     | 43.20 | 49.95 | 37.00 | 45.00 | 27.00 | 202.15 |
| 12      | Chan Lam                   | Hong Kong     | 35.15 | 36.75 | 39.60 | 40.50 | 40.60 | 192.60 |